# Spanien ved vinter-OL 1952
Spanien deltog ved Vinter-OL 1952 i Oslo med fire sportsudøvere, alle mænd, som konkurrerede i alpint skiløb, langrend og nordisk kombination. Spanien deltog i Vinter-OL for tredje gang, men landets deltagere vandt ikke nogen medaljer. Det bedste resultat var en placering som nummer 37 i styrtløb.

## Medaljer
| 1952 Oslo | Guld | Sølv | Bronze | Total |
| Spanien   | 0    | 0    | 0      | 0     |